# Marignac (Charente-Maritime)
Marignac település Franciaországban, Charente-Maritime megyében. Lakosainak száma 412 fő (2022. január 1.). Marignac Avy, Chadenac, Clam, Fléac-sur-Seugne, Neulles, Saint-Georges-Antignac és Saint-Grégoire-d’Ardennes községekkel határos.

## Népesség
A település népességének változása:
| Lakosok száma | 350  | 341  | 347  | 379  | 414  | 419  | 422  | 415  | 412  | 412  |
|               | 1968 | 1982 | 1990 | 2006 | 2013 | 2015 | 2017 | 2019 | 2020 | 2022 |